# Platyspira
Genre
Platyspira est un genre d'araignées aranéomorphes de la famille des Linyphiidae.

## Distribution
Les espèces de ce genre sont endémiques de Chine.

## Liste des espèces
Selon World Spider Catalog (version 25.5, 14/12/2024) :
- Platyspira scissa Tanasevitch & Marusik, 2024
- Platyspira tanasevitchi Song & Li, 2009

## Systématique et taxinomie
Ce genre a été décrit par Song et Li en 2009 dans les Linyphiidae.

## Publication originale
- Song & Li, 2009 : « Two new erigonine species (Araneae: Linyphiidae) from caves in China. » Pan-Pacific Entomologist, vol. 85, no 2, p. 58-69.